# Dericorys carthagonovae
Dericorys carthagonovae is een rechtvleugelig insect uit de familie Dericorythidae. De wetenschappelijke naam van deze soort is voor het eerst geldig gepubliceerd in 1897 door Bolívar.
1. ↑  (en) Dericorys carthagonovae op de IUCN Red List of Threatened Species.